# Enjoy Movies
Enjoy Movies è una casa di produzione cinematografica russa con sede a Mosca. È stata fondata nel 2010 dal regista armeno Sarik Andreasjan, suo fratello e produttore Gevond Andreasjan e il produttore Georgij Malkov.

## Filmografia parziale
- Speak of the Devil (2009)
- American Heist (2015)
- Guardians - Il risveglio dei guardiani (Zaščitniki) (2016)